# Нігерит
Нігерит (рос. нигерит; англ. nigerite; нім. Nigerit m) — мінерал, складний оксид важких металів координаційної будови.

## Загальний опис
Хімічна формула:
1. За Є. Лазаренком: (Al, Fe)12(Sn, Zn, Mg, Fe)3H2O24.
2. За «Fleischer's Glossary» (2018): (Zn, Mg, Fe)(Sn, Zn)2(Al, Fe)12O22(OH)2. Склад у % (з пров. Кабба, Ніґерія): Al2O3 — 50,91; Fe2O3 — 11,90; SnO2 — 25,33; ZnO — 4,51; MgO — 1,28; FeO — 2,65; H2O — 2,05. Домішки: PbO (0,94); SiO2 (0,48); TiO2 (0,17); MnO (0,99).
Сингонія тригональна, дитригонально-скаленоедричний вид. Утворює гексагональні пластинки.
Густина 4,51.
Твердість 8,0-9,0.
Колір темно-бурий.
Слабо магнітний.
Дуже крихкий.
Знайдений у пегматитах серед кварцово-силіманітових порід разом з кварцом, силіманітом, андалузитом, мусковітом, ґеленітом, ґранатом у провінції Кабба (Ніґерія). Є в Саянах (РФ).
Рідкісний.
За назвою країни Ніґерії (R.Jacobson, J.S.Webb, 1947).